# Raskasta Joulua
Raskasta Joulua – fiński zespół wykonujący tradycyjne piosenki świąteczne w konwencji rockowej i heavymetalowej. Założył go w 2004 roku gitarzysta Erkka Korhonen. Od 2007 roku skład grupy tworzą basista Erkki Silvennoinen, perkusista Mirka Rantanen, gitarzyści Tuomas Wäinölä i Erkka Korhonen, klawiszowiec Vili Ollila oraz wokaliści Tony Kakko, JP Leppäluoto, Tommi „Tuple” Salmela, Antti Railio, Jarkko Ahola, Elize Ryd, Antony Parviainen, Ville Tuomi, Marco Hietala, Pasi Rantanen, Kimmo Blom i Ari Koivunen. 

## Dyskografia
Albumy
| Raskasta joulua             | - Data: 2004 - Wydawca: T2 Productions Oy               | 26 |                 |                    |
| Raskaampaa joulua           | - Data: 6 listopada 2006 - Wydawca: Warner Music        | 26 |                 |                    |
| Raskasta joulua             | - Data: 1 listopada 2013 - Wydawca: Spinefarm Records   | 3  | - FIN: 20 tys.+ | - FIN: złota płyta |
| Raskasta joulua 2           | - Data: 14 listopada 2014 - Wydawca: Spinefarm Records  | 6  |                 |                    |
| Ragnarok Juletide           | - Data: 7 listopada 2014 - Wydawca: Spinefarm Records   | 43 |                 |                    |
| Tulkoon joulu – Akustisesti | - Data: 6 listopada 2015 - Wydawca: Universal Music Oy  | 8  |                 |                    |
| Raskasta joulua IV          | - Data: 17 listopada 2017 - Wydawca: Spinefarm Records  | 1  |                 |                    |
| Viides Adventti             | - Data: 18 listopada 2022 - Wydawca: Gramophone Records |    |                 |                    |
| „–” album nie był notowany. |                                                         |    |                 |                    |

Single
| Tytuł           | Rok  | Pozycja na liście | Album           |
| Tytuł           | Rok  | FIN               | Album           |
| --------------- | ---- | ----------------- | --------------- |
| „Tulkoon joulu” | 2013 | 20                | Raskasta joulua |

Minialbumy
| Tytuł           | Dane dot. albumu                          |
| --------------- | ----------------------------------------- |
| Jouluksi kotiin | - Data: 2011 - Wydawca: Spinefarm Records |